# Essie Davis
Esther Davis, detta Essie (Hobart, 19 gennaio 1970), è un'attrice e produttrice cinematografica australiana, nota per l'interpretazione di Phryne Fisher in Miss Fisher - Delitti e misteri e dei ruoli in Babadook e Babyteeth - Tutti i colori di Milla.
Davis ha recitato nei film Matrix Reloaded, La ragazza con l'orecchino di perla, Australia, Assassin's Creed, e nelle serie televisive Il Trono di Spade, The White Princess e The Last Post, ottenendo diverse nomine ai AACTA Award, Logie Award e Empire Awards.
Nel corso della sua carriera ha fatto parte di numerose compagnie teatrali, tra cui la Sydney Theatre Company, Tasmanian Theatre Company e Melbourne Theatre Company, debuttando a Broadway con Jumpers di Tom Stoppard, ruolo che le vale una candidatura ai Tony Award del 2004.

## Biografia
Nata e cresciuta a Hobart, in Tasmania, è la figlia di un noto artista locale, George Davis. Alla fine degli anni ottanta, fece parte della Old Nick Company all'University of Tasmania. Si diplomò al NIDA (National Institute of Dramatic Art) di Sydney.

### Carriera
La sua carriera di attrice inizia con la compagnia teatrale Bell Shakespeare quando, dopo aver lasciato il NIDA, interpretò il ruolo di Giulietta in una produzione del 1993 di Romeo e Giulietta. Nello stesso anno, interpreta altri ruoli nelle produzioni dell'Amleto e di Riccardo III, mentre nel 1994 in Macbeth e La bisbetica domata.
Debutta sul grande schermo con Dad and Dave: On Our Selection, al fianco di Geoffrey Rush, Leo McKern e Joan Sutherland. Negli anni seguenti appare in film come Matrix Reloaded e il suo sequel Matrix Revolutions, The Sound of One Hand Clapping, La ragazza con l'orecchino di perla e Codice 46. Continua nel frattempo la sua carriera teatrale, facendo un tour nazionale de L'importanza di chiamarsi Ernesto con la compagnia teatrale Gwendolen Fairfax nel 2000 e nel 2001 recita in La scuola della maldicenza per la Sydney Theatre Company. Nel 2003 vince il Laurence Olivier Award come miglior attrice non protagonista per la sua performance in Un tram che si chiama Desiderio di Tennessee Williams.
Nel 2004, debutta a Broadway con Jumpers di Tom Stoppard, venendo candidata ad un Tony Award. Nel 2005, interpreta Mrs. Lovett in una versione della BBC di Sweeney Todd, con Ray Winstone nel ruolo eponimo. Nel 2008 è nel cast di Australia di Baz Luhrmann, al fianco di Nicole Kidman e Hugh Jackman. Lo stesso anno, interpreta Maggie in La gatta sul tetto che scotta' per la Melbourne Theatre Company e torna in Tasmania per supportare la neonata Tasmanian Theatre Company.
Nel 2011 interpreta Anouk in otto episodi della miniserie televisiva australiana The Slap, ottenendo una candidatura ai Logie Award. A partire dal 2012, Davis interpreta la protagonista Phryne Fisher nella serie televisiva di ABC Television Miss Fisher - Delitti e misteri, ruolo per cui è stata candidata all'AACTA, divenendo produttrice esecutiva della serie nel 2015. Nel 2014 recita nel pluripremiato horror di Jennifer Kent Babadook nel ruolo di una madre assuefatta da farmaci, venendo candidata all'AACTA Award come miglior attrice e miglior attrice internazionale ed un Fangoria Chainsaw Award nella stessa categoria. Nel 2016, ha interpretato Lady Crane in tre episodi della sesta stagione della serie televisiva targata HBO Il Trono di Spade. Nel corso dello stesso anno è parte del cast di attori dei film Assassin's Creed, con la regia di Justin Kurzel, e Mindhorn, diretto da Sean Foley.
Nel 2017 l'attrice è impegnata nelle serie televisive The White Princess, The Last Post e come comparsa in un episodio di Philip K. Dick's Electric Dreams. Nel corso del 2018 viene scelta da Shannon Murphy per il film Babyteeth - Tutti i colori di Milla, presentato alla 76ª Mostra internazionale d'arte cinematografica di Venezia, ottenendo per la performance un AACTA Award come miglior attrice non protagonista. Nel 2019 Davis recita inoltre nel film The Kelly Gang.
Nel 2020 viene presentato il film tratto dalla serie omonima, Miss Fisher e la cripta delle lacrime, mentre nel 2021 l'attrice è inserita nel cast del film diretto da Justin Kurzel, Nitram.

## Vita privata
Essie Davis si è sposata nel 2002 con il regista e sceneggiatore australiano Justin Kurzel. Dal loro matrimonio, nel 2006 sono nate due gemelle: Stella e Ruby.

## Filmografia

### Attrice

#### Cinema
- The Custodian, regia di John Dingwall (1993)
- Dad and Dave: On Our Selection, regia di George Whaley (1995)
- Lilian's Story, regia di Jerzy Domaradzki (1996)
- River Street - La frode (River Street), regia di Tony Mahood (1996)
- Blackrock, regia di Steven Vidler (1997)
- The Sound of One Hand Clapping, regia di Richard Flanagan (1998)
- Matrix Reloaded (The Matrix Reloaded), regia di Andy Wachowski e Lana Wachowski (2003)
- The Pact, regia di Strathford Hamilton (2003)
- La ragazza con l'orecchino di perla (Girl with a Pearl Earring), regia di Peter Webber (2003)
- Codice 46 (Code 46), regia di Michael Winterbottom (2003)
- Matrix Revolutions (The Matrix Revolutions), regia di Andy Wachowski e Lana Wachowski (2003)
- Isolation - La fattoria del terrore (Isolation), regia di Billy O'Brien (2005)
- La tela di Carlotta (Charlotte's Web), regia di Gary Winick (2006)
- Hey Hey It's Esther Blueburger, regia di Cathy Randall (2008)
- Australia, regia di Baz Luhrmann (2008)
- South Solitary, regia di Shirley Barrett (2010)
- The Wedding Party, regia di Amanda Jane (2010)
- Burning Man, regia di Jonathan Teplitzky (2011)
- Babadook (The Babadook), regia di Jennifer Kent (2014)
- Assassin's Creed, regia di Justin Kurzel (2016)
- Mindhorn, regia di Sean Foley (2016)
- Babyteeth - Tutti i colori di Milla (Babyteeth), regia di Shannon Murphy (2019)
- The Kelly Gang (True History of the Kelly Gang), regia di Justin Kurzel (2019)
- Miss Fisher e la cripta delle lacrime (Miss Fisher and the Crypt of Tears), regia di Tony Tilse (2020)
- Nitram, regia di Justin Kurzel (2021)

#### Televisione
- Water Rats – serie TV, episodi 2x19-2x20 (1997)
- The Ripper - Nel cuore del terrore (The Ripper), regia di Janet Meyers – film TV (1997)
- Kings in Grass Castles – miniserie TV, puntate 1-2 (1998)
- Murder Call – serie TV, episodio 2x09 (1998)
- Halifax (Halifax f.p.) – serie TV, episodio 5x02 (2000)
- Corridors of Power – serie TV, episodio 1x04 (2001)
- Young Lions – serie TV, episodi 1x02-1x03 (2003)
- After the Deluge, regia di Brendan Maher – film TV (2003)
- Temptation, regia di Tony Tilse – film TV (2003)
- Sweeney Todd, regia di David Moore – film TV (2005)
- The Silence, regia di Cate Shortland – film TV (2006)
- The Slap – miniserie TV, 8 puntate (2011)
- Cloudstreet, regia di Matthew Saville – miniserie TV, puntate 1-2-3 (2011)
- Miss Fisher - Delitti e misteri (Miss Fisher's Murder Mysteries) – serie TV, 34 episodi (2012-2015)
- A Poet in New York, regia di Aisling Walsh – film TV (2014)
- Il Trono di Spade (Game of Thrones) – serie TV, episodi 6x05-6x06-6x08 (2016)
- The White Princess, regia di Jamie Payne e Alex Kalymnios – miniserie TV, 6 puntate (2017)
- Philip K. Dick's Electric Dreams – serie TV, episodio 1x06 (2017)
- The Last Post – serie TV, 5 episodi (2017)
- Cabinet of Curiosities – serie TV, episodio 1x08 (2022)
- One Day – miniserie TV, 4 puntate (2024)
- Apple Cider Vinegar, regia di Jeffrey Walker – miniserie TV, puntate 1-2-5 (2025)
- The Narrow Road to the Deep North, regia di Justin Kurzel – miniserie TV, puntate 2-3-5 (2025)
- Alien - Pianeta Terra (Alien: Earth) – serie TV, 8 episodi (2025)

### Doppiatrice
- Il regno di Ga'Hoole - La leggenda dei guardiani (Legend of the Guardians: The Owls of Ga'Hoole), regia di Zack Snyder (2010)

### Produttrice
- Miss Fisher - Delitti e misteri (Miss Fisher's Murder Mysteries) – serie TV, 8 episodi (2015)

## Teatro
- Romeo e Giulietta (1993)
- Hamlet (1993)
- Riccardo III (1993)
- Macbeth (1994)
- La bisbetica domata (1994)
- L'importanza di chiamarsi Ernesto (2000)
- La scuola della maldicenza (2001)
- Un tram che si chiama Desiderio (2003)
- Un tram che si chiama Desiderio (2004)
- Jumpers (2004)
- La gatta sul tetto che scotta (2008)

## Riconoscimenti
- AACTA Awards
  - 2012 – Candidatura come miglior attrice protagonista per Cloudstreet
  - 2013 – Candidatura come miglior attrice non protagonista per Burning Man
  - 2013 – Candidatura come miglior attrice protagonista in una serie drammatica per Miss Fisher - Delitti e misteri
  - 2014 – Candidatura come miglior attrice protagonista per Babadook
  - 2015 – Candidatura come miglior attrice internazionale per Babadook
  - 2019 – Candidatura come miglior attrice protagonista in una serie drammatica per Lambs of God
  - 2020 – Miglior attrice non protagonista per Babyteeth – Tutti i colori di Milla
- 2015 – Empire Awards[23]
  - Candidatura come miglior debutto femminile per Babadook
- Logie Awards
  - 2012 – Candidatura come miglior attrice per The Slap
  - 2014 – Candidatura come attrice più popolare per Miss Fisher - Delitti e misteri
  - 2016 – Candidatura come miglior attrice protagonista in una serie drammatica per Miss Fisher - Delitti e misteri
  - 2016 – Candidatura come Gold Logie per Miss Fisher - Delitti e misteri
  - 2016 – Candidatura come miglior attrice per Miss Fisher - Delitti e misteri
- 2015 – Saturn Award[24]
  - Candidatura come miglior attrice per Babadook

## Doppiatrici italiane
Nelle versioni in italiano delle opere in cui ha recitato, Essie Davis è stata doppiata da:
- Alessandra Korompay ne La ragazza con l'orecchino di perla, Miss Fisher - Delitti e Misteri, Il Trono di Spade, The White Princess, Babyteeth - Tutti i colori di Milla, Miss Fisher e la cripta delle lacrime, One Day, Alien: Pianeta Terra
- Francesca Fiorentini in Babadook, The Kelly Gang, Cabinet of Curiosities
- Mariadele Cinquegrani in Matrix Reloaded, Matrix Revolution
- Laura Boccanera in Isolation - La fattoria del terrore
- Roberta Greganti in La tela di Carlotta
- Georgia Lepore in Australia
- Alessandra Cassioli in Philip K. Dick’s Electric Dreams
- Antonella Alessandro in Apple Cider Vinegar